# Pseudosamanea cubana
Pseudosamanea cubana é uma espécie vegetal da família Fabaceae.
Apenas pode ser encontrada em Cuba.